# Musique vocale
 (décembre 2015).
- Si vous ne connaissez pas le sujet, laissez ce bandeau (vous pouvez alors contacter les auteurs).
- Si vous supprimez le contenu mis en cause (vous pouvez préalablement contacter les auteurs),

argumentez précisément cette suppression dans la page de discussion
(un manque de référence n'est pas un argument ; une recherche réelle de référence doit avoir été effectuée, être formellement documentée).
La musique vocale est un ensemble de formes musicales destinées à être interprétées principalement à la voix ; par opposition à la musique instrumentale destinée principalement aux instruments de musique. La musique vocale non-accompagnée d'instruments est appelée a cappella.
On trouve une diversité extrême de musique vocale suivant les cultures et les époques[précision nécessaire][réf. souhaitée].

## Généralités
Le traitement singulier dont bénéficie la voix humaine par rapport aux autres instruments, peut s'expliquer par diverses considérations. Historiquement, la voix peut être considérée comme l'« instrument de musique le plus ancien ». En effet, cet instrument tout à fait particulier n'a pas eu à être « fabriqué » par l'homme primitif. Celui-ci qui a simplement dû apprendre à s'en servir. Les autres instruments, au moment de leur apparition, ont d'abord été des prolongements de la voix : ils ne sont devenus des instruments à part entière, indépendants de celle-ci, qu'à l'issue d'une longue et lente évolution.
La voix est le seul instrument qui permette l'articulation simultanée d'un texte. La voix étant à proprement parler incorporée au musicien interprète, la qualité d'une interprétation vocale sera davantage affectée par des perturbations corporelles ressenties par le chanteur (fatigue, émotion, trac, contrariété, et maladie...)

### Intervention d'instruments
Une musique peut être entièrement ou partiellement vocale. Dans le premier cas, les interprètes sont exclusivement des chanteurs : ce type d'interprétation musicale est dit « a cappella ». Par exemple, le chant grégorien est habituellement pratiqué en l'absence de tout instrument.
Dans le second cas, il y a à la fois présence de chanteurs et d'instrumentistes, et ce, dans des proportions variables. Par exemple, la Neuvième Symphonie de Beethoven, écrite pour voix et orchestre, peut être classée dans la musique vocale, alors que la symphonie est habituellement un genre musical écrit exclusivement pour musique instrumentale.

### Soliste vocal et chœur
Selon qu'une même partie musicale est exécutée par un seul interprète ou par plusieurs, on aura affaire, à un soliste vocal dans le premier cas, ou à un chœur dans le second. Généralement, les solistes sont susceptibles de faire preuve d'une plus grande virtuosité (vaillance, puissance, vélocité...), et peuvent s'autoriser une plus grande liberté dans l'interprétation.
Dans la musique classique, cette distinction entre le soliste et le chœur est née au début de la période baroque.

### Genres
- Genres de la musique vocale sacrée
- Genres de la musique vocale profane
- Beatbox

### Compositeurs
- Compositeurs du Moyen Âge
- Compositeurs de la Renaissance
- Compositeurs de la période baroque
- Compositeurs de la période classique
- Compositeurs de la période romantique
- Compositeurs de la période moderne
- Compositeurs de la période contemporaine

### Œuvres vocales
- Œuvres vocales classiques